# Édouard Belin

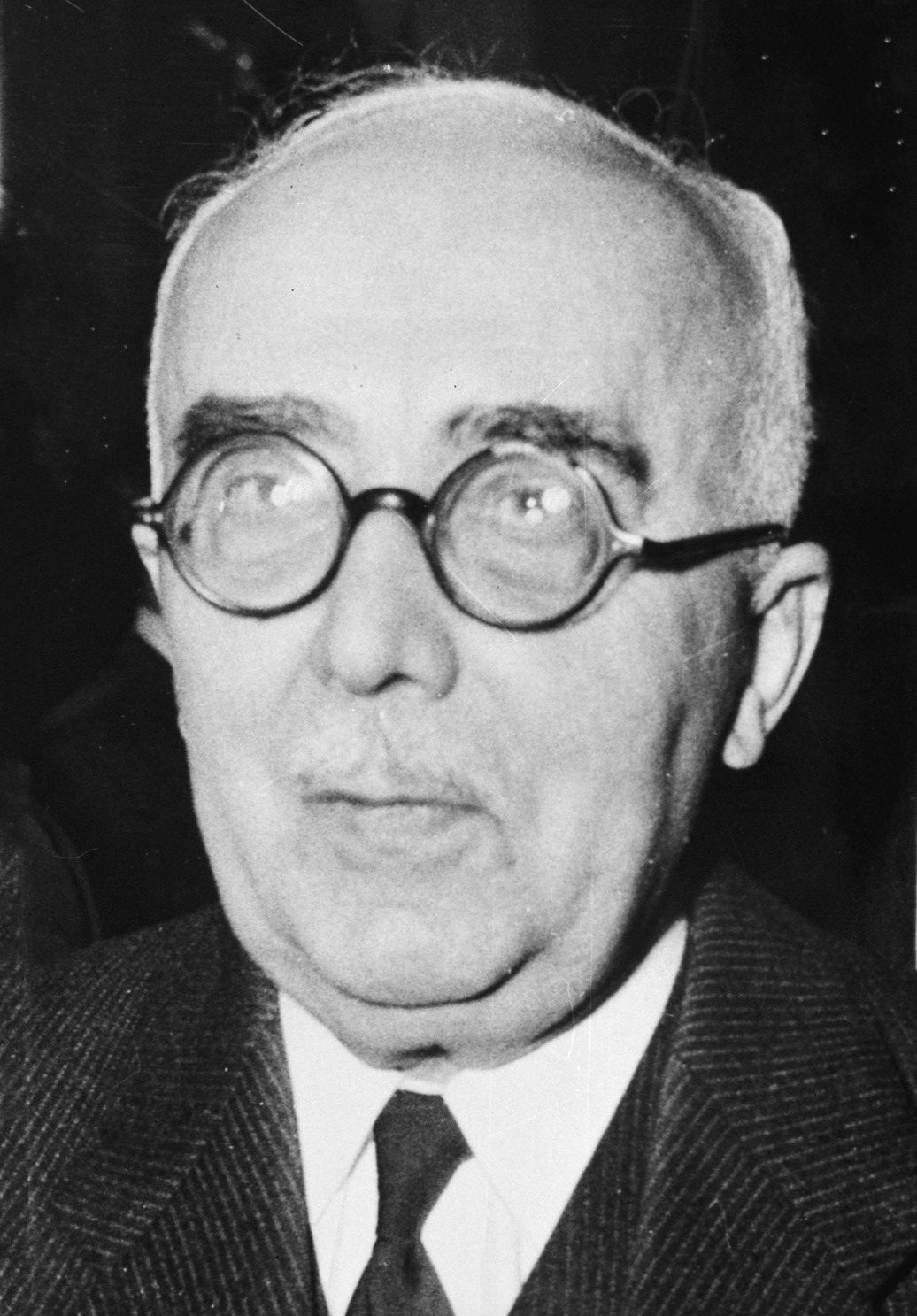
Édouard Belin

Claude Joseph Édouard Belin (* 5. März 1876 in Vesoul; † 4. März 1963 in Montreux) war ein französischer Erfinder.

## Leben
Belin entwickelte 1907 ein Verfahren der Bildtelegrafie, die als Vorläufer der Faxgeräte gilt. Die erste Bildübertragung erfolgte in demselben Jahr auf der Strecke Paris-Lyon-Bordeaux-Paris, die erste transatlantische Übertragung 1921 drahtlos auf der Strecke  Annapolis (Maryland) – La Malmaison.
Belin war ab 1951 Großoffizier der Ehrenlegion und von 1937 bis 1952 Präsident der Société française de photographie.